# 메이슨 베일 코튼
메이슨 베일 코튼(Mason Vale Cotton, 2002년 6월 25일 ~ )은 미국의 배우, 성우이다.
샌디에이고에서 태어났다.

## 영화
- 스케일스: 머메이즈 얼 리얼 (2016년)
- 해피 피트 2 (2011년)
- 라디오 프리 앨브무스 (2010년)
- Prep & Landing (2009) - 단편 애니메이션
- 더 스프린넥토미 (2008년)
- 개구쟁이 데니스 크리스마스 (2007년)